# Societaetstheater

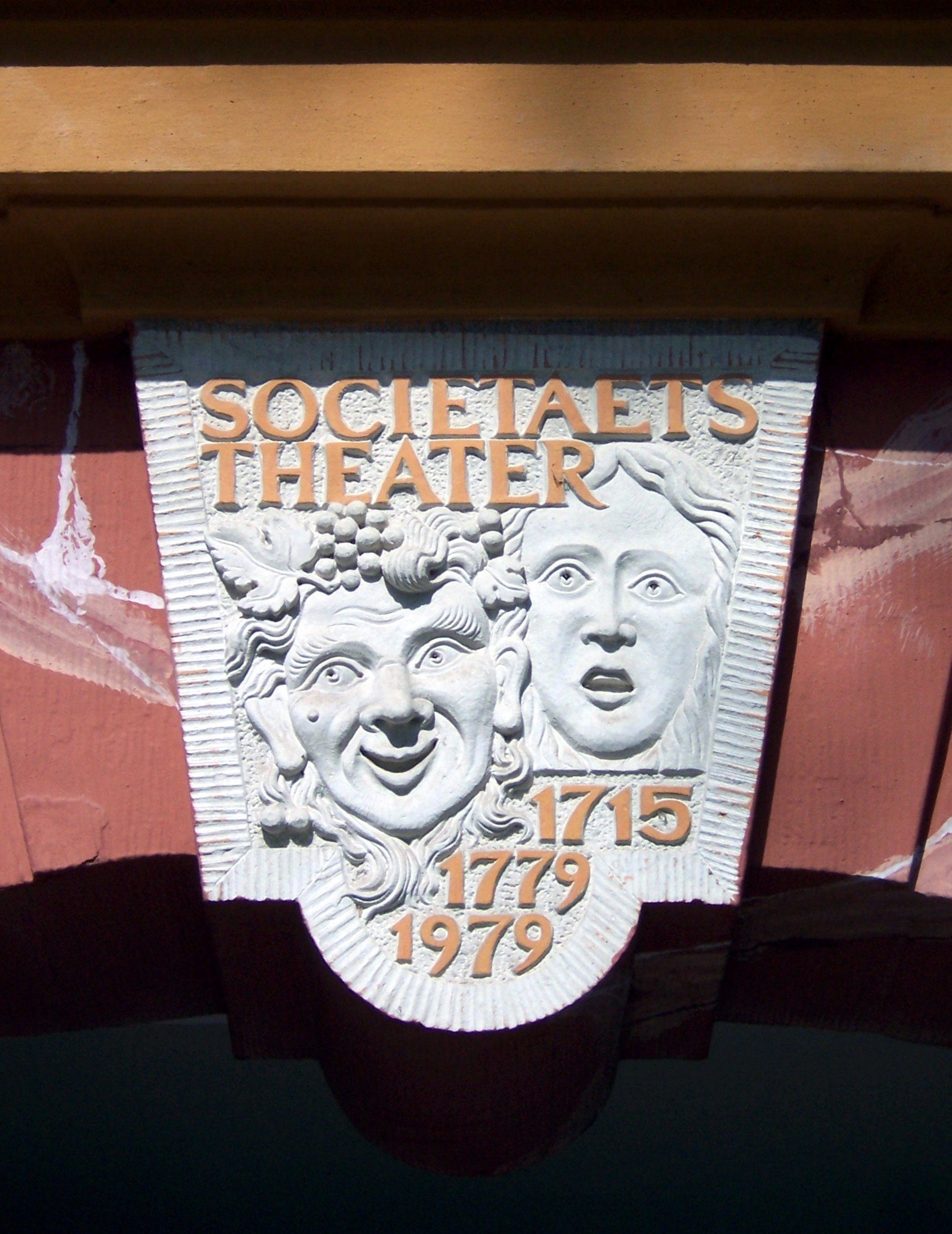
Schlussstein am Eingang des Societaetstheaters von Jürgen Mehlhorn, 1979

Das Societaetstheater ist das älteste, durch bürgerschaftliches Engagement getragene Theater Dresdens. Societaet und Theater wurden 1776 gegründet und trugen auf diese Weise das erste Laientheater Dresdens. Aufführungen waren nur über die Mitglieder der Societaet zugänglich, d. h. sie waren im heutigen Sinn „nicht-öffentlich“. Ab 1800 begann der Abstieg des Liebhabertheaters der Societaet, das 1832 endgültig aufgelöst wurde. Erst in den 1980er-Jahren entschloss man sich, das barocke Theatergebäude wiederaufzubauen und das Societaetstheater wiederzubeleben. Die Wiedereröffnung des Theaters, nunmehr als öffentliches Theater, erfolgte 1999.

## Gründung des Societaetstheaters

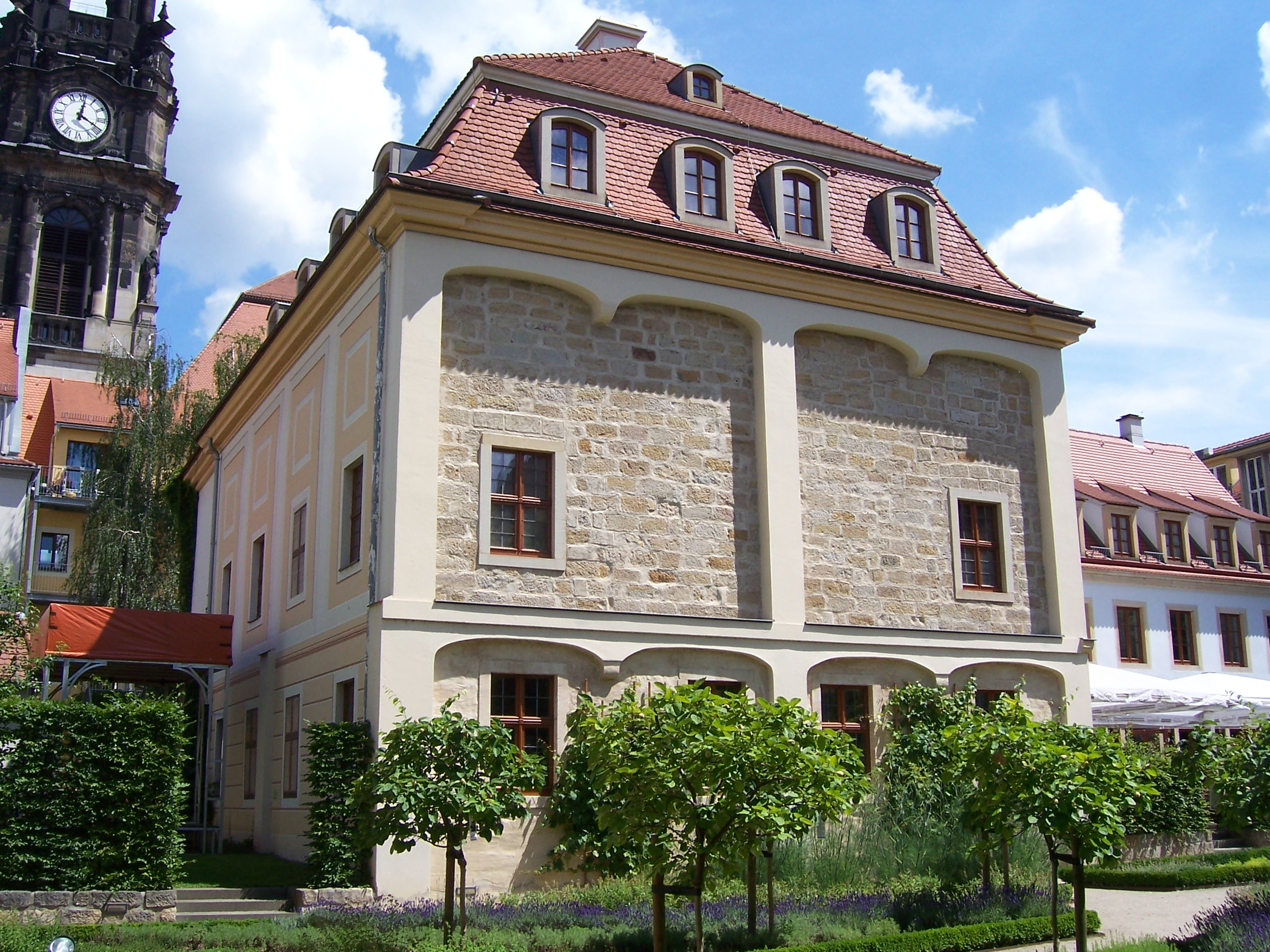
Das barocke Gartenhaus in heutiger Gestalt

Nach Ende des Siebenjährigen Krieges 1763 veränderte sich die Dresdner Theaterlandschaft. Die bis dahin dominierenden französischen Schauspieler wurden, „theils aus Oekonomie, theils aus Patriotismus“ entlassen und stattdessen deutsche Theatergruppen engagiert. Vor allem die Schauspieltruppe um Abel Seyler erwarb sich in Dresden den Ruf einer reformierten Schaubühne abseits des als minderwertig empfundenen „Spektakelwesens“. Neben der Aufwertung der deutschen Theatergruppen abseits des Hoftheaters gewann auch das Liebhaberspiel des Adels an Bedeutung und wurde in bürgerlichen Gelehrtenkreisen nachgeahmt.
Am 19. Mai 1776 gründete sich in Dresden eine „Gesellschaft längst verbundner Freunde, [die] bey gleichem Geschmacke an Kunst, und bey ähnlichen Trieben zur geselligen Freude […] mit vereinten Kräften an [der] Errichtung einer Privatbühne arbeiteten.“ Am selben Tag wurde die Societaetsbühne mit einer festlichen Vorrede eröffnet. Die Vereinigung umfasste 15 Adelige und Bürger. Sie planten, „während ihrer Mußestunden die gemeinschaftliche Aufführung von Theaterstücken zu bewerkstelligen“.
Kurz nach Spielbeginn auf einer provisorischen Bühne in der Nähe des heutigen Hauptbahnhofs, die rund 50 Zuschauer fasste, erfolgte mit Unterstützung des Verlegers Conrad Georg Walter 1777 der Umzug in ein größeres Gebäude in der Borngasse. Da Walther bereits ein Jahr später verstarb, zog das Societaetstheater erneut um. Es bezog am 7. Dezember 1779 das Gartengebäude des Regierungskanzlisten Johann Christoph Hoffmann, das sich im Hof hinter dem Gebäude Hauptstraße Nr. 19 befand.

## Das Theater

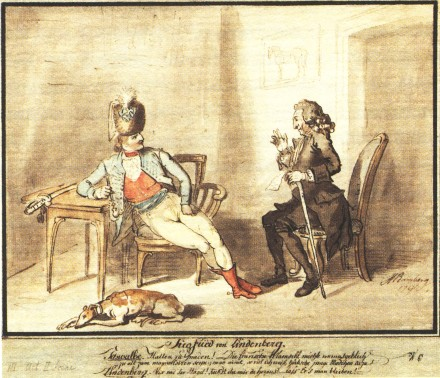
Johann Heinrich Ramberg – Aufführung des Stücks Siegfried von Lindenberg am Societaetstheater Dresden 1790.

Die Anlage Hauptstraße 19 mit Vorderhaus, Gartengebäude und Garten war um 1740 in barockem Stil angelegt worden, wurde jedoch bis zum Einzug des Theaters nicht genutzt. Zeitgenössische Schriften beschrieben die Innenausstattung des Theatersaals:

„Ein Saal, der vor 30 Jahren zu Maskeraden bestimmt war und seine Bestimmung nie erreichte, mitten in der Hauptstraße in einem eigenen Hintergebäude gelegen, wurde […] zum Schauplatze eingerichtet. Er faßt im Parterre und auf der mit einem Amphitheater versehenen Galerie 250 Zuschauer, und im Orchester spielen 24 Musiker. Das Theater hat an der Seite zwey Garderobben, und 8 Dekorationen vom Hrn. Giesel. Der Haupt-Eingang ist geräumig und Theater, Orchester, Galerie und Parterre haben ihre besonderen [Eingänge].“

 Die Bühne war mit der Größe 6 × 5 Meter auch für die damalige Zeit eher klein. Sie wurde mit Wachs- oder Talgkerzen in speziellen Proszeniumshalterungen beleuchtet, die das Licht zielgerichtet reflektieren konnten.
Johann Ludwig Giesel (1747–1814), der Ausstatter des Leipziger Gewandhauses, dekorierte auch das Societaetstheater. Der Entwurf für den Theatervorhang aus dem Jahr 1779 stammte von Johann Eleazar Zeissig, genannt Schenau, einem der Direktoren der Kunstakademie Dresden. Auf ihm fanden sich Szenen der griechischen Mythologie, so die Muse der komischen Dichtung Thalia, die einem Jünglich zum Tempel der Tugend weist, während eine Bacchantin ihn zum Tempel der Wollust führen will, „von Genien und Rosenketten umflattert. Das ganze macht eine herrliche Wirkung, und wird von Kunstkennern bewundert.“

## Die Societaet

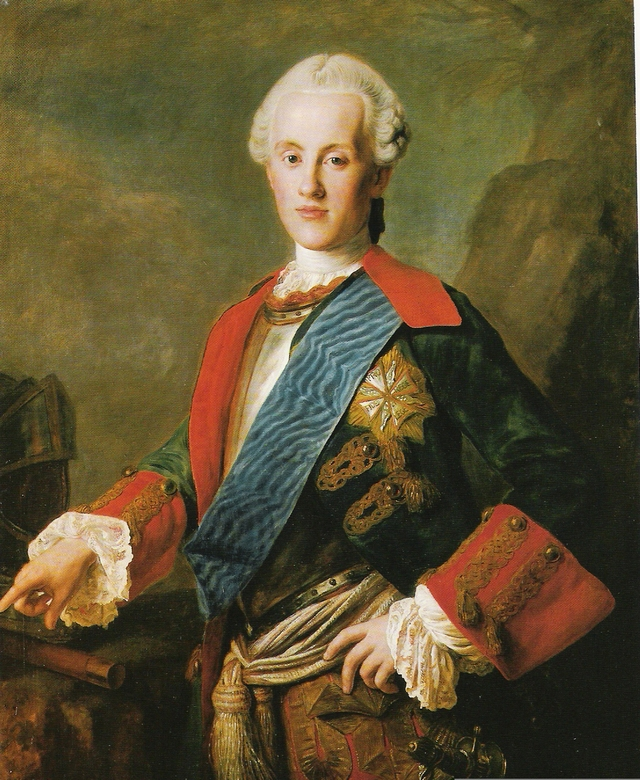
Karl von Sachsen, ein passives Mitglied und Mäzen der Societaet

Die Societaet der Theaterliebhaber bestand zunächst aus 15, später dann aus 50 Mitgliedern, bis sie gegen Ende des 18. Jahrhunderts auf über 75 Mitglieder angewachsen war. Diese entstammten dem Dresdner Bürgertum und dem Adel und verpflichteten sich in dem Verein auf eine gemeinsame Theatersatzung, die 25 Artikel umfasste. Sie legte unter anderem die Gleichheit aller Mitglieder fest. Durch Votum traf man Entscheidungen und verteilte die Ämter. Aus den Reihen der Mitglieder wurden fünf Vorsteher, ein Sekretär und ein Kassierer gewählt. Sie entschieden unter anderem über den Spielplan und die Besetzung der Rollen.

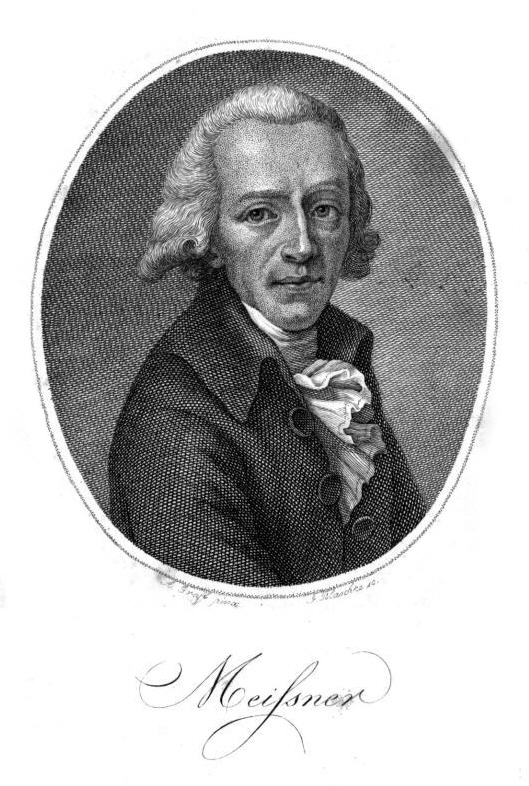
August Gottlieb Meißner, ein aktives Mitglied der Societät

Laut der Satzung unterschied man die Mitglieder in einen aktiven und passiven Teil, wobei die aktiven Mitglieder überwiegend aus dem Umkreis des kursächsischen Hofes entstammten. So war der Geheimrat des Geheimen Konzils Hans Ernst von Teubern als Übersetzer ausländischer Theaterstücke tätig. Der Dichter August Gottlieb Meißner nutzte seine Rolle innerhalb der Societaet, um Werke seines Dichterfreunds Gotthold Ephraim Lessing inszenieren zu lassen. Andere Mitglieder dichteten eigene Stücke oder waren, wie im 19. Jahrhundert der Maler Ernst Ferdinand Oehme, selbst als Schauspieler auf der Bühne des Theaters tätig. Insgesamt waren regelmäßig zwischen 20 und 30 Mitglieder auf der Bühne als Schauspieler aktiv, weswegen es oft doppelt besetzte Rollen gab. Zu den passiven Mitgliedern gehörten adelige Mäzene, die zum Beispiel Kostüme oder den Unterhalt des Hauses finanzierten. Zu den Förderern des Societaetsvereins gehörten unter anderem Karl von Sachsen, Graf Alois Friedrich von Brühl und Graf Hans Moritz von Brühl.
Die Vorstellungen der Vereinigung fanden überwiegend zwischen September und Anfang Mai, also während des verlängerten Winterhalbjahres statt. In der Fastenzeit blieb die Bühne genauso wie alle anderen Theater geschlossen. Innerhalb der Woche spielte man jedoch auch freitags und sonntags, also an Wochentagen, an denen es in Dresden bis zum Anfang des 19. Jahrhunderts aus Rücksicht auf die Religion keine öffentlichen Theateraufführungen gab.
Aufführungen des Societaetstheaters waren in der Regel keiner breiteren Öffentlichkeit zugänglich. Das Publikum der Bühne beschränkte sich bewusst auf den Familien-, Freundes- und Bekanntenkreis der Societaetsmitglieder. „Jedes Mitglied erhält drei Billets, die es an seine Freunde und Bekannte vertheilen kann. Blos mittels eines solchen Billets kann man den theatralischen Vorstellungen dieser Gesellschaft beiwohnen.“ Fremde durften nur in Ausnahmefällen und auch dann nur bei Übergabe einer Namenskarte Vorstellungen beiwohnen. Diese Einlasspraxis minderte aber nicht den Ruf der Bühne.
Die vorbildliche Organisationsform der Gesellschaft sowie die Qualität der Aufführungen machten das Dresdner Societaetstheater schon bald nach seiner Gründung über die Grenzen Sachsens hinaus bekannt. In zeitgenössischen Theaterzeitschriften fand die Dresdner Liebhaberbühne neben den etablierten Hofbühnen und den Gastspielen namhafter Wandertruppen gleichberechtigte Erwähnung. Auch die Beständigkeit der Vereinigung wurde erstaunt zur Kenntnis genommen, existierten doch vergleichbare Bühnen dieser Zeit meist nur über kurze Zeiträume. Der hohe Stellenwert des Theaters drückte sich zudem in seiner Vorbildfunktion aus. So gründete man in anderen Städten nach dem Muster der Dresdner Bühne neue Gesellschaftstheater. In Dresden, wo es neben den Gastspielen der Wandertruppen und dem Sommertheater noch zwei öffentliche Theater gab, entstand 1787 eine zweite vergleichbare Theatergesellschaft, das „Freundschaftliche Theater“. Da ein Teil der Mitglieder dieser Gesellschaft zugleich dem Societaetstheater angehörten, wurden beide Bühnen 1789 vereinigt. Die Zahl der Liebhabertheater in Dresden stieg in den folgenden Jahren weiter, sodass 1802 neben dem Societaetstheater zwölf weitere Bühnen existierten.

## Schließung des Theaters
Am Societaetstheater waren zur Zeit seiner Gründung ausschließlich Dilettanten schauspielerisch tätig. Bis 1800 sind keine Auftritte von Schauspielern der öffentlichen Theater auf der Bühne nachgewiesen. Dies änderte sich um 1800, als das Societaetstheater zunehmend als Talentschmiede für angehende Berufsschauspieler entdeckt wurde. Frauen wie Demoiselle Hartmann, die Schwestern Weinhold und die Schwester Richard Wagners, Luise Wagner (1805–1872), schafften hier den Sprung von der dilettierenden zur professionellen Schauspielerin. Gleichzeitig fand um 1800 ein Generationenwechsel statt. Die Generation der „Familienbühnengründer“ trat ab. Von den Nachkommen, die eine professionelle Schauspiellaufbahn einschlugen, blieben viele dem Societaetstheater weiterhin eng verbunden, hatten sie doch auf dieser Bühne ihre ersten schauspielerischen Erfahrungen gesammelt.
Die bürgerlichen „Sitten- und Familiengemälde“, die noch um 1800 das allgemeine Repertoire der großen und kleinen Bühnen beherrschten, konnten zumeist mit geringem Aufwand an Personal und Zeit, Requisiten und Kulissen überall zur Aufführung gebracht werden. Mit der allgemeinen Durchsetzung der großen Historien- und Versdramen unter anderem von Goethe und Schillers, die aufwendige Kostüme, schwer zu rezitierende und memorierende Verse und zahlreiche Darsteller erforderten, vertiefte sich die für kurze Zeit überbrückte Kluft zwischen den großen Bühnen und dem Dilettantenspiel erneut. Das Dilettantische erhielt – wie in Goethe und Schillers Fragment Über den Dilettantismus bereits angedeutet – die negative Konnotation des Minderwertigen. So führte man auf dem Societaetstheater den eigenen Mitteln und Möglichkeiten gemäß einfache Dramen, Lustspiele und Possen auf. Es ist keine Inszenierung eines Stückes von Goethe oder Schiller auf der Bühne des Societaetstheaters nachzuweisen.
Während das Societaetstheater noch vor der Wende zum 19. Jahrhundert auch überregionale Beachtung genossen hatte, war dessen Bekanntheit in den letzten Jahrzehnten seines Bestehens wesentlich geringer. Bei keinem der zahlreichen Künstler, deren Schaffen zwischen 1810 und 1830 mit Dresden verbunden war, lässt sich wenigstens ein Besuch einer Aufführung des Societaetstheaters nachweisen. Hatte man auf den professionellen Bühnen und der Bühne des Societaetstheaters ursprünglich das gemeinsame Ziel verfolgt, das deutsche bürgerliche Schauspiel zu etablieren, stand das Societätstheater mit der steigenden Bedeutung des Nationaltheaters nun außerhalb der etablierten Theatergesellschaft. Im Vergleich zu den großen Bühnen mit ihrer technischen und künstlerischen Überlegenheit sahen weite Teile des gehobenen Bürgertums im Liebhaberspiel bestenfalls ein „harmloses Vergnügen“, das keinen besonderen moralischen oder ästhetischen Nutzen mehr besaß. Finanzielle, soziale und politische Gründe führten am 19. Mai 1832 zur Schließung des Societaetstheaters.

## Wiederentdeckung und heutige Nutzung

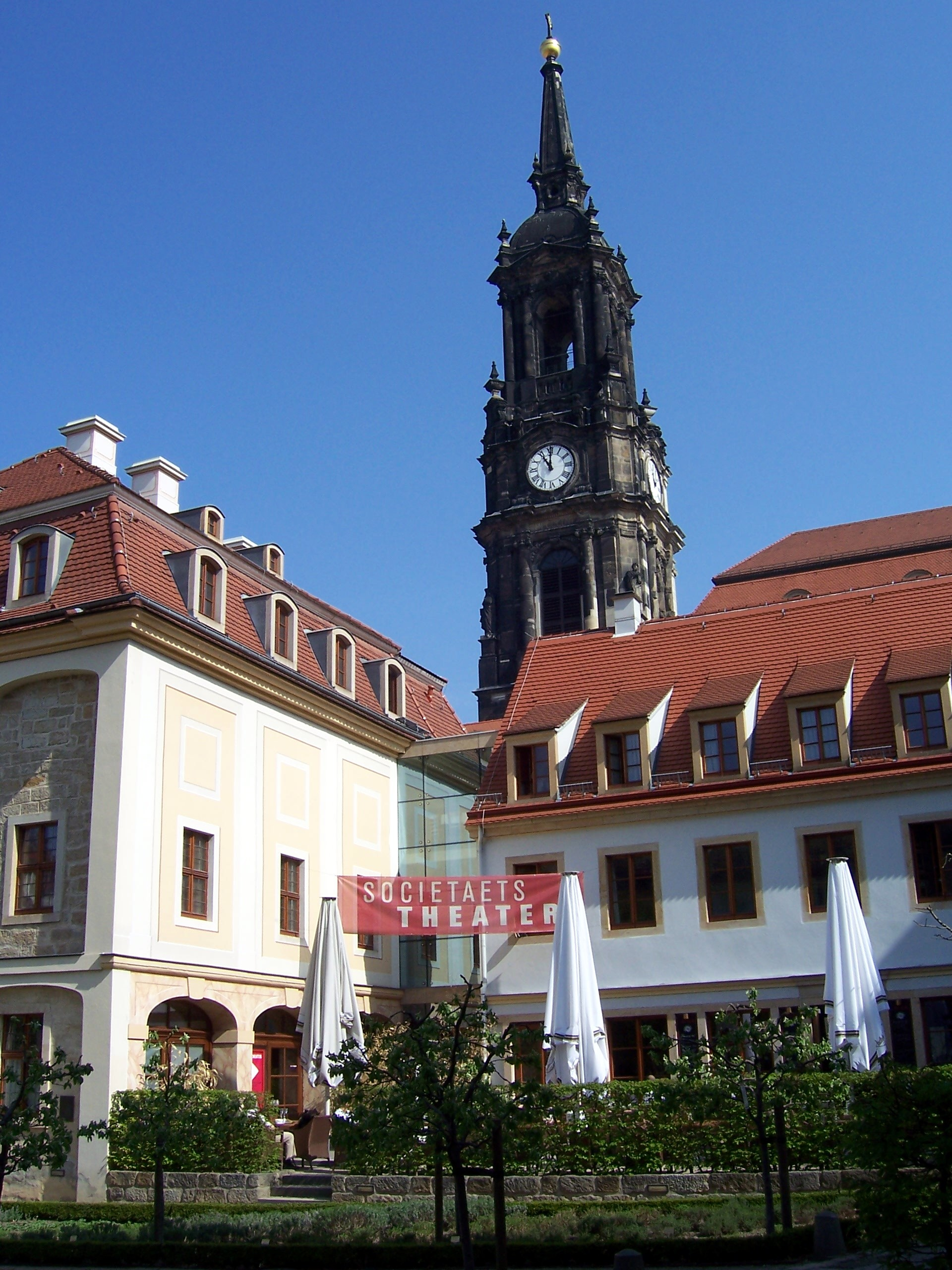
Das Societaetstheater heute, im Hintergrund der Turm der Dreikönigskirche.

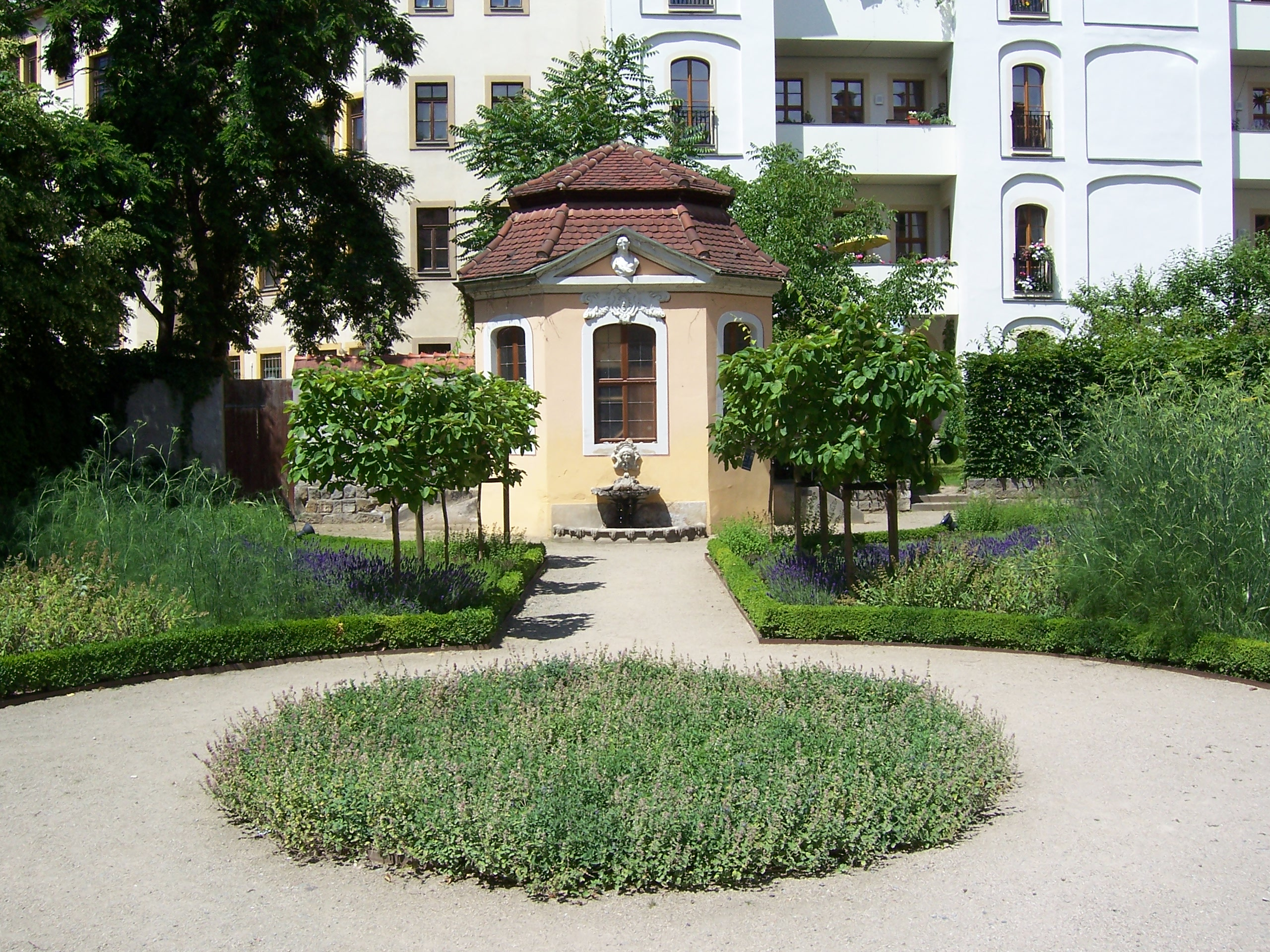
Thomaes Pavillon im Barockgarten

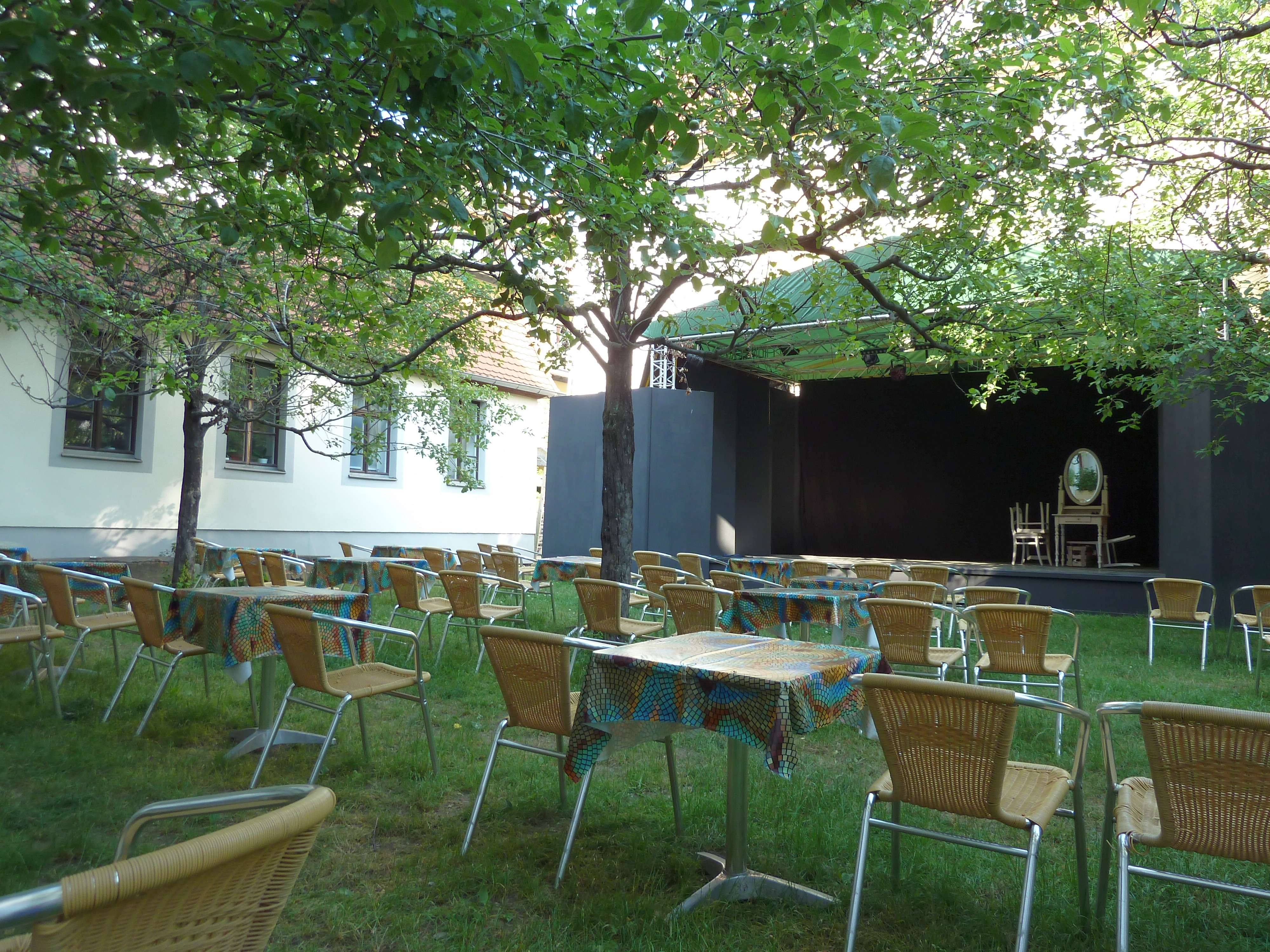
Bühne im Garten

Nach der Auflösung der Theatersocietaet im Jahre 1832 erfolgte 1837 der Bau eines Nebengebäudes, mit dem die Schauseite des Theaterhauses fast zur Hälfte verdeckt wurde. Das Gebäude selbst erhielt ein zweites Geschoss und weitere Fenster. Seit der zweiten Hälfte des 19. Jahrhunderts wurde das Gebäude als Wohnhaus genutzt. Mit Beginn des 20. Jahrhunderts zogen kleine handwerkliche Betriebe in das ehemalige Foyer. Noch heute kann man die Spuren einer Metallwerkstatt, wahrscheinlich einer Kupferschmiede oder einer galvanischen Werkstatt finden. Es wird berichtet, dass die Räumlichkeiten auch als Fotoatelier und Filiale der Neustädter Post dienten. Während der Bombardierung Dresdens am 13. Februar 1945 wurde das Haus nicht getroffen, verfiel jedoch in den folgenden Jahrzehnten immer mehr. Dringend erforderliche Reparaturen blieben in den 1950er- und 1960er-Jahren aus. Seit den 1970er-Jahren stand das Gebäude leer. Pläne der Entkernung des Hauses und des anschließenden Abrisses wurden während des Wiederaufbaus der Hauptstraße ab 1978 nicht umgesetzt. Maßgeblichen Anteil am Erhalt des Gebäudes hatte der Architekt Jürgen Mehlhorn, der mit der Rekonstruktion der alten Bürgerhäuser an der Hauptstraße und damit zugleich auch mit der des alten Societaets-Anwesens betraut worden war. Er hatte sich bereits als Student mit dem verfallenen Gebäude beschäftigt und nutzte es nun als Lagerraum für Baumaterialien. Für die Fassade des Vorderhauses Hauptstraße 19 entwarf er 1979 einen Torschlussstein, der zwei Larven mit der Aufschrift Societaetstheater 1715 1779 1979 zeigte. Es folgte die Gründung der „Interessengemeinschaft Societaetstheater“, aus der sich 1992 der Verein „Societaetstheater e. V.“ bildete. Die Interessengemeinschaft setzte sich in den folgenden Jahren für den Erhalt des Gebäudes ein und sammelte Geld, um zum Beispiel Dachausbesserungen und provisorische Sicherungsarbeiten vornehmen zu können. Im Jahr 1985 wurde das Gebäude in die Denkmalliste der DDR aufgenommen. Größere Sicherungsarbeiten erfolgten im Herbst 1989.
Die politische Wende brachte mit der Dresdner Bank einen Sponsor, der den Wiederaufbau des Gebäudes finanzierte. Im Oktober 1994 entschied der Dresdner Stadtrat, das Gebäude nach seiner Rekonstruktion als städtisches Theater zu betreiben. Im Jahr 1996 begannen die Bauarbeiten.
Das historische Theatergebäude wurde anlehnend an die historische Vorlage rekonstruiert. Zusätzlich entstand ein Seitengebäude als Funktionsgebäude mit Kellerbühne, Restaurant und fünf Pensionszimmern. Der Barockgarten, der unter anderem dem Bildhauer Johann Benjamin Thomae gehört hatte, wurde ähnlich der ursprünglichen Form wiederhergestellt. In seiner Mitte fand auch ein restaurierter Gartenpavillon Thomaes seinen Platz. Am 19. Februar 1999 erfolgte die feierliche Wiedereröffnung des Societaetstheaters.
Das Theater versteht sich selbst als modernes Kammertheater, das Aufführungen des Sprech-, Tanz-, Musik- und Figurentheaters Raum gibt. Auch freischaffende Künstler aus der Region und Gäste aus dem In- und Ausland treten im Societaetstheater auf. Veranstaltungen können dabei auf zwei Bühnen im Gebäude, einem Spielraum im Foyer sowie einem zusätzlichen Spielraum im barocken Garten erfolgen.
Seit Mai 2020 ist Heiki Ikkola neuer Geschäftsführer.